# The Razz Guy
The Razz Guy es una película de comedia dramática nigeriana de 2021 dirigida por Udoka Oyeka, escrita por Egbemawei Sammy y producida por Trino Motion Pictures. Se estrenó en cines en marzo de 2021.

## Sinopsis
La historia de un alto ejecutivo cuya arrogancia lo convierte en el objetivo de una maldición que le hace perder la capacidad de hablar inglés adecuadamente justo antes de un acuerdo crucial de fusión comercial internacional. Ahora debe encontrar una manera de levantar la maldición y asegurar el trato o renunciar a su futuro.

## Elenco
- Lasisi Elenu como Temi Johnson[6]
- Nancy Isime como Nadine[6]
- Omotunde Adebowale David (LOLO) como Bimpe
- Frank Donga como Cleaner
- Iretiola Doyle como tía de Nadine
- Imoh Eboh como Aisha
- Bucci Franklin como Agbero
- Ronya Man como cliente
- Tina Mba como madre de Nadine
- Andy Femi Moyan como Lawyer
- Eric Obinna como Mr. Ikenna
- Broda Shaggi como Dare[6]
- Yemi Solade como Mr. Adeyemi
- Ibrahim Suleiman como Dr. Jones[6]
- MC Lively como Pastor[7]
- Nobert Young como padre de Nadine

## Lanzamiento
El avance oficial se estrenó el 17 de noviembre de 2020. La película se estrenó en marzo de 2021.